# 福地町 (半田市)
福地町（ふくちちょう）は、愛知県半田市の地名。

## 地理
半田市中央部に位置する。東は葭谷町、西は吉田町、南は彦洲町、北は北滑草町に接する。

## 交通
- 知多半島道路（愛知県道名古屋半田線）[1]

### WEB
1. ↑  “愛知県半田市の郵便番号一覧”.   日本郵便. 2023年11月25日閲覧。
2. ↑  “市外局番の一覧” (PDF).   総務省 (2022年3月1日). 2022年3月22日閲覧。

### 書籍
1. 1 2 3  「角川日本地名大辞典」編纂委員会 1989, p. 1823.